# Каразириково (Чекмагушевский район)
Каразириково (баш. Ҡарайерек) — село в Чекмагушевском районе Республики Башкортостан Российской Федерации. Входит в состав Тузлукушевского сельсовета.

## География

### Географическое положение
Расстояние до:
- районного центра (Чекмагуш): 28 км
- ближайшей ж/д станции (Буздяк): 97 км

## История
До 2008 года село являлось административным центром Каразириковского сельсовета.

## Население
| 2002 | 2009 | 2010 |
| ---- | ---- | ---- |
| 499  | ↘476 | ↘405 |

### Национальный состав
Согласно переписи 2002 года, преобладающие национальности — татары (73 %), башкиры (27 %).

## Религия
В селе есть мечеть.